# Klaus Egge
Klaus Egge (né le 19 juillet 1906 à Gransherad – mort le 7 mars 1979 à Oslo) est un compositeur et critique musical norvégien.